# Liste der Biografien/Riet
Liste der Biografien |
Portal Biografien |
Personensuche
# |
A |
B |
C |
D |
E |
F |
G |
H |
I |
J |
K |
L |
M |
N |
O |
P |
Q |
R |
S |
T |
U |
V |
W |
X |
Y |
Z |
?
 
Ra |
Rb |
Rd |
Re |
Rh |
Ri |
Rj |
Rk |
Rl |
Rm |
Rn |
Ro |
Rr |
Rs |
Rt |
Ru |
Rv |
Rw |
Rx |
Ry |
Rz
 
Ria |
Rib |
Ric |
Rid |
Rie |
Rif |
Rig |
Rih |
Rii |
Rij |
Rik |
Ril |
Rim |
Rin |
Rio |
Rip |
Riq |
Rir |
Ris |
Rit |
Riu |
Riv |
Riw |
Rix |
Riy |
Riz
 
Rieb |
Riec |
Ried |
Rief |
Rieg |
Rieh |
Riek |
Riel |
Riem |
Rien |
Riep |
Rier |
Ries |
Riet |
Rieu |
Riev |
Riew |
Riex |
Riez
Die Liste der Biografien führt alle Personen auf, die in der deutschsprachigen Wikipedia einen Artikel haben. Dieses ist eine Teilliste mit 112 Einträgen von Personen, deren Namen mit den Buchstaben „Riet“ beginnt.

## Riet
- Riet Correa, Irineu (* 1945), uruguayischer Politiker
- Riet, Lisanne van (* 1991), niederländische Tennisspielerin
- Riet, Narciso (1908–1945), italienischer Zeuge Jehovas, vom NS-Regime zum Tode verurteilt

### Rietb
- Rietberg, Johann von († 1530), Domherr in Münster und Köln
- Rietberg, Maria Ernestine Francisca von (1687–1758), Gräfin von Rietberg
- Rietbergen, Peter (* 1950), niederländischer Historiker und Schriftsteller

### Rietd
- Rietdorf, Alfred (1912–1943), deutscher Bühnenbildner und Autor
- Rietdorf, Fritz (1915–1988), deutscher Jurist, Verwaltungsbeamter und Politiker

### Riete
- Rietenberg, Sylvia (* 1965), deutsche Politikerin (Grüne), MdB
- Rietentiet, Axel (* 1969), deutscher Fußballspieler und -trainer
- Rieter, Carl (1834–1857), Schweizer Historienmaler der Düsseldorfer Schule
- Rieter, Hans Jacob (1766–1811), Schweizer Unternehmer und Mordopfer
- Rieter, Heinrich (1751–1818), Schweizer Maler
- Rieter, Heinrich (1814–1889), Schweizer Industrieller und Politiker
- Rieter, Heinz (* 1937), deutscher Ökonom, Historiker der Wirtschaftswissenschaften und Hochschullehrer
- Rieter, Johann Jacob (1762–1826), Schweizer Unternehmer und Grossrat
- Rieter, Julius (1830–1897), Schweizer Landschaftsmaler und Zeichner
- Rieter-Biedermann, Jakob Melchior (1811–1876), schweizerischer Musiker und Verleger
- Rieter-Bodmer, Fritz (1849–1896), Schweizer Industrieller und Politiker
- Rieter-Wieland, Fritz (1887–1970), Schweizer Offizier und Herausgeber

### Rieth
- Rieth, Adolf (1902–1984), deutscher Prähistoriker
- Rieth, Alfred (1911–1997), deutscher Algologe
- Rieth, Claudia (* 1970), deutsche Basketballspielerin
- Rieth, Dennis (* 1964), deutscher Fußballspieler
- Rieth, Dietmar (* 1958), deutscher Diplom-Ingenieur und Politiker (Bündnis 90/Die Grünen), MdL Rheinland-Pfalz
- Rieth, Helmut (* 1954), deutscher Politiker (SPD), MdL
- Rieth, Ilse (1928–2021), deutsche Chorleiterin
- Rieth, Josef (1889–1935), deutscher Beamter und Politiker
- Rieth, Karl (1880–1948), deutscher Verwaltungsjurist und Bezirksoberamtmann
- Rieth, Kurt (1881–1969), deutscher Diplomat
- Rieth, Michael (1944–2014), deutscher Journalist und Autor
- Rieth, Otto (1858–1911), deutscher Architekt und Hochschullehrer
- Rieth, Paul (1871–1925), deutscher Maler
- Rieth, Rudolf (1889–1954), deutscher Hörspielregisseur, -sprecher und -autor, sowie Schauspieler und Zauberkünstler
- Rieth, Stephanie (* 1975), deutsche katholische Theologin
- Rieth, Theobald (1926–2014), deutscher Jesuitenpater
- Rieth, Wilhelm (1897–1987), deutscher Kaufmann
- Riethauser, Stéphane (* 1972), schweizerischer Filmemacher, Journalist, Autor, Lehrer, Fotograf und Schwulenaktivist
- Riethe, Peter (1921–2020), deutscher Zahnarzt und Professor für Zahnmedizin
- Riether, Sascha (* 1983), deutscher FußballspielerSascha Riether (* 1983)

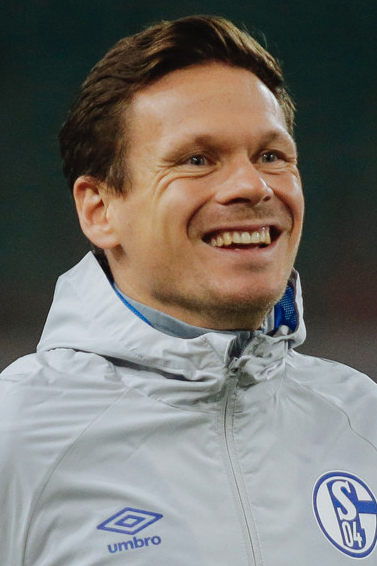
Sascha Riether (* 1983)

- Riethig, Marcel (* 1982), deutscher Diplom-Sozialwirt und Kommunalpolitiker
- Riethmann, Frank (* 1975), deutscher Fußballspieler
- Riethmüller, Albrecht (* 1947), deutscher Musikwissenschaftler
- Riethmüller, Anne (* 1967), deutsche Rechtsanwältin und Verfassungsrichterin
- Riethmüller, Danilo (* 1999), deutscher Biathlet
- Riethmüller, Franziska (* 1980), deutsche Ingenieurin
- Riethmüller, Gert (1934–2023), deutscher Mediziner
- Riethmüller, Heinrich (1921–2006), deutscher Komponist und Synchronregisseur
- Riethmüller, Heinrich (* 1955), deutscher Buchhändler, Vorsteher des Börsenvereins des Deutschen Buchhandels
- Riethmüller, Hürdem (* 1962), deutsche Schauspielerin
- Riethmüller, Jürgen (* 1967), deutscher Historiker und Kulturwissenschaftler
- Riethmüller, Marianne (* 1961), deutsche Historikerin und Bibliothekarin
- Riethmüller, Otto (1889–1938), geistlicher Dichter
- Riethof, Peter (1905–1994), deutscher Filmschaffender

### Rieti
- Rieti, Vittorio (1898–1994), italienisch-amerikanischer Komponist
- Rietig, Walter (1906–1942), deutscher Arbeiter im Rüsselsheimer Opelwerk, Opfer des Nationalsozialismus

### Rietk
- Rietkerk, Koos (1927–1986), niederländischer Politiker (VVD)

### Rietm
- Rietmann, Ernst (1870–1945), Schweizer Journalist, Zeitungsverleger, Medienmanager und Politiker (FDP)
- Rietmann, Hans Jacob (1677–1756), Schweizer Bürgermeister
- Rietmann, Johann Jacob (1815–1867), Schweizer Theologe und Schriftsteller
- Rietmann, Johann Jakob (1808–1868), Schweizer Landschaftsmaler, Zeichner und Kupferstecher.
- Rietmann, Johannes († 1765), Schweizer Reisläufer
- Rietmann, Otto (1856–1942), Schweizer Fotograf

### Rietp
- Rietpietsch, Mike (* 1974), deutscher Fußballspieler

### Riets
- Rietsch, Evan (* 2005), deutsch-französischer Basketballspieler
- Rietsch, Heinrich (1860–1927), böhmisch-österreichischer Musikwissenschaftler und Komponist
- Rietschel, Carsten (* 1973), deutscher Tänzer
- Rietschel, Christian (1908–1997), deutscher Schriftsteller und Kunsthistoriker, Grafiker und evangelischer Theologe
- Rietschel, Ernst (1804–1861), deutscher Bildhauer des SpätklassizismusErnst Rietschel (1804–1861)

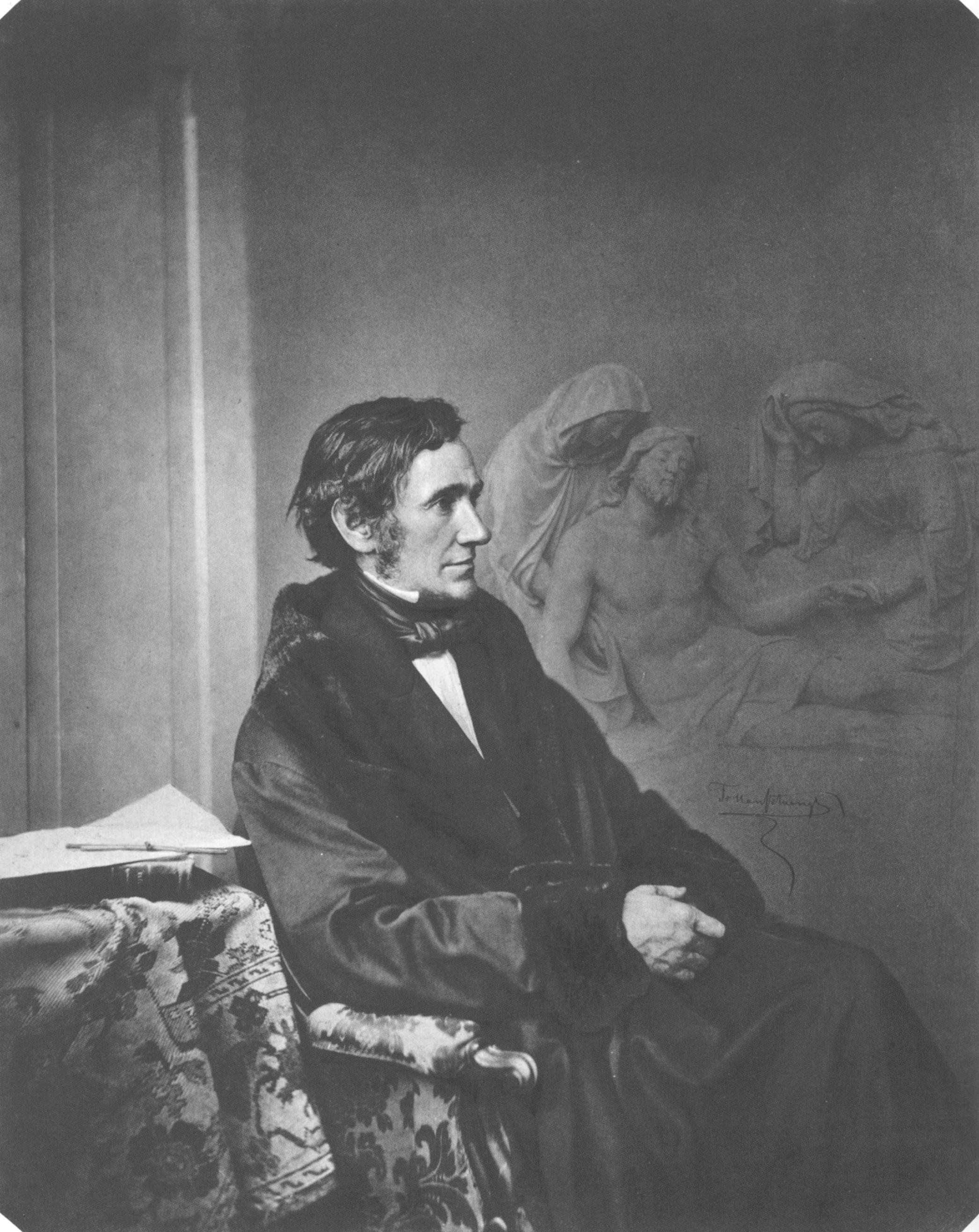
Ernst Rietschel (1804–1861)

- Rietschel, Ernst Theodor (* 1941), deutscher Mediziner und Chemiker
- Rietschel, Georg (1842–1914), deutscher lutherischer Theologe, Hochschullehrer und Liturgiewissenschaftler
- Rietschel, Hans (1878–1970), deutscher Kinderarzt, Direktor der Universitäts-Kinderklinik Würzburg und Hochschullehrer
- Rietschel, Hermann (1847–1914), Begründer der Heizungs- und Klimatechnik
- Rietschel, Klaus (* 1949), deutscher Politiker (AfD), Dipl.-Architekt, Fachingenieur für Denkmalpflege
- Rietschel, Lona (1933–2017), deutsche Comiczeichnerin
- Rietschel, Marcella (* 1957), deutsche Psychiaterin und Hochschullehrerin
- Rietschel, Peter (1903–1984), deutscher Zoologe und Professor an der Goethe-Universität Frankfurt am Main
- Rietschel, Siegfried (1871–1912), deutscher Rechtswissenschaftler
- Rietschel, Steffen (* 1965), deutscher Fußballspieler
- Rietschel, Thomas (* 1955), deutscher Kulturmanager und Musiker
- Rietschel, Tilo (* 2003), deutscher Volleyball- und Beachvolleyballspieler
- Rietschel, Wolfgang (1837–1874), deutscher Mediziner und praktischer Arzt in Dresden
- Rietschoten, Cornelis van (1926–2013), niederländischer Segler und Unternehmer
- Rietstap, Johannes Baptista (1828–1891), niederländischer Genealoge und Heraldiker

### Riett
- Rietter, Anton (1808–1866), römisch-katholischer Geistlicher, Moraltheologe und Hochschullehrer
- Rietti, Robert (1923–2015), britischer Schauspieler
- Rietti, Sara (1930–2017), argentinische Chemikerin, Aktivistin und Hochschullehrerin
- Riettie, Kateema (* 1973), jamaikanische Leichtathletin

### Rietv
- Rietveld Nielsen, Imre, dänisch-niederländische Badmintonspielerin
- Rietveld, Gerrit (1888–1964), niederländischer ArchitektGerrit Rietveld (1888–1964)

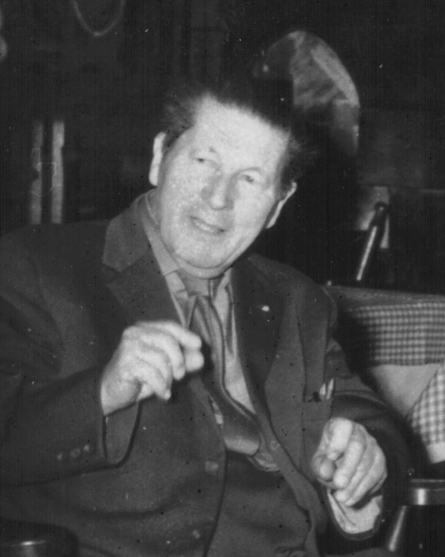
Gerrit Rietveld (1888–1964)

- Rietveld, Hugo (1932–2016), niederländischer Kristallograph
- Rietveld, Martin (* 1952), niederländischer Radrennfahrer
- Rietveld, Wim (1924–1985), niederländischer Designer
- Rietvelde, Paul van (* 1991), schottischer Badmintonspieler

### Rietz
- Rietz, Alexandra (* 1971), deutsche Polizeioberkommissarin, Schauspielerin und Moderatorin
- Rietz, Friedrich August (1795–1869), deutscher Gymnasiallehrer und Autor
- Rietz, Gustaf Einar Du (1895–1967), schwedischer Botaniker, Ökologe und Pflanzensoziologe
- Rietz, Hans (1914–1996), deutscher DBD-Funktionär, MdV und Staatsratsmitglied der DDR
- Rietz, Julius (1812–1877), deutscher Dirigent, Kompositionslehrer und Komponist
- Rietz, Tim (* 2002), deutscher Schauspieler
- Rietze, Adam Heinrich, deutscher Orgelbauer
- Rietze, Wilhelm (1903–1944), deutscher Kommunist und Widerstandskämpfer gegen den Nationalsozialismus
- Rietzke, Michael (* 1952), deutscher Komponist, Musiker und Autor
- Rietzke, Reinhard (* 1948), deutscher Fußballspieler
- Rietzler, Rolf (* 1941), deutscher Journalist und Sachbuchautor
- Rietzsch, Franz (1839–1912), deutscher Mathematiker und Gymnasiallehrer
- Rietzsch, Otto (1890–1947), deutscher Reichsgerichtsrat
- Rietzschel, Alexander Heinrich (1860–1939), deutscher Kamerakonstrukteur
- Rietzschel, Antonie (* 1986), deutsche Politikwissenschaftlerin und Journalistin
- Rietzschel, Lukas (* 1994), deutscher Schriftsteller und DramatikerLukas Rietzschel (* 1994)

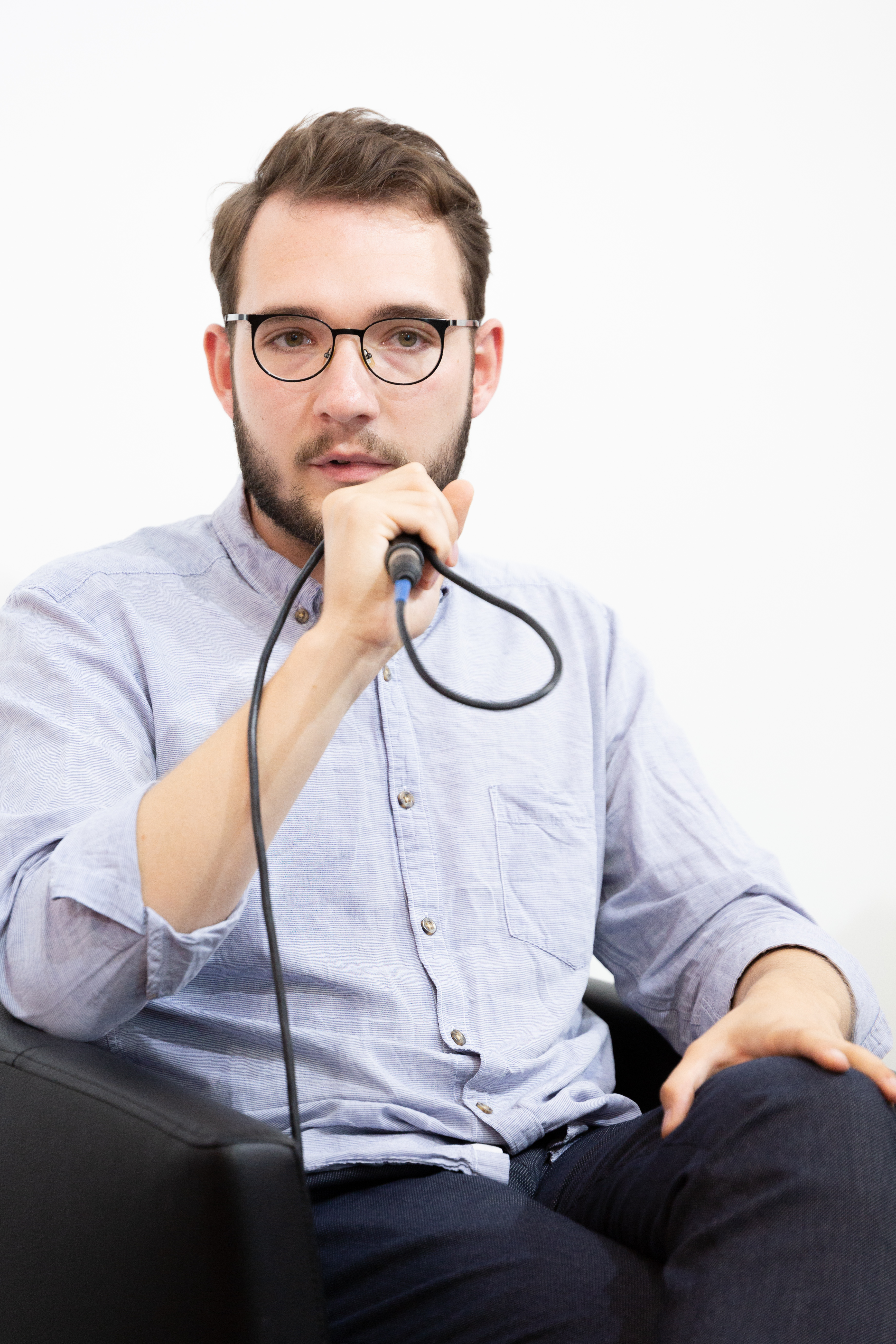
Lukas Rietzschel (* 1994)

- Rietzschel, Thomas (* 1951), deutscher Journalist und Autor
- Rietzschel, Udo (* 1956), deutscher Fußballspieler